# 하트 (윈도우)
하트(Hearts, 이전 명칭: 마이크로소프트 하트 네트워크/The Microsoft Hearts Network) 또는 마이크로소프트 하트(Microsoft Hearts)는 마이크로소프트 윈도우에서 지원하는 카드 놀이다. 윈도우 포 워크그룹 3.11부터 포함되기 시작하여, 그 후 윈도우 95부터 윈도우 7까지 기본으로 내장되어 있다.
윈도우 8 버전부터 이 게임이 기본으로 내장되어 있지 않아 역사 속으로 사라졌으며 윈도우 8 이상 사용자는 더 이상 하트를 즐길 수 없게 되었다.